# Agathia suzukii
Agathia suzukii är en fjärilsart som beskrevs av Inoue 1963. Agathia suzukii ingår i släktet Agathia och familjen mätare. Inga underarter finns listade i Catalogue of Life.